# Філіпп Ліхтенберг
Філіпп Ліхтенберг (нім. Philipp Lichtenberg; 9 вересня 1908, Кобленц — 14 грудня 1993, Кіль) — німецький військовий інженер, капітан-лейтенант-інженер крігсмаріне, фрегаттен-капітан бундесмаріне. Кавалер Лицарського хреста Залізного хреста.

## Біографія
В квітні 1928 року вступив на флот. Служив на торпедних катерах і мінних тральщиках. В серпні 1935 року перейшов у підводний флот. З вересня 1935 по березень 1936 року — машиніст підводного човна U-10, в лютому-жовтні 1937 року — U-16. З жовтня 1937 по червень 1940 року — старший машиніст U-18, на якому здійснив 6 походів (разом 77 днів у морі). В жовтні-листопаді 1940 року — головний інженер U-96, в квітні-грудні 1940 року — U-652 (5 походів, 96 днів у морі), з квітня 1942 по березень 1943 року — U-37, після чого служив навчальним офіцером 22-ї флотилії. З травня 1943 року — головний інженер U-516 (4 походи, 386 днів у морі). В травні 1945 року взятий в полон. В лютому 1946 року звільнений. В 1958/64 роках служив в бундесмаріне на штабних посадах.

## Звання
- Оберкочегар (1 квітня 1930)
- Машиненмат (1 листопада 1932)
- Обермашиненмат (1 листопада 1934)
- Обермашиніст (1 березня 1937)
- Штабсобермашиніст (1 березня 1940)
- Оберфенріх-інженер (8 жовтня 1940)
- Лейтенант-інженер (1 січня 1941)
- Оберлейтенант-інженер (1 листопада 1941)
- Капітан-лейтенант-інженер (1 жовтня 1944)

## Нагороди
- Медаль «За вислугу років у Вермахті» 4-го класу (4 роки; 2 жовтня 1936)
- Нагрудний знак підводника (23 листопада 1939)
- Залізний хрест
  - 2-го класу (23 листопада 1939)
  - 1-го класу (11 листопада 1941)
- Німецький хрест в золоті (25 березня 1944)
- Фронтова планка підводника в сріблі (5 жовтня 1944)
- Лицарський хрест Залізного хреста (31 березня 1945)
- Орден «За заслуги перед Федеративною Республікою Німеччина», лицарський хрест